# 帕爾梅遇刺案
59°20′12″N 18°03′46″E / 59.3366°N 18.0628°E

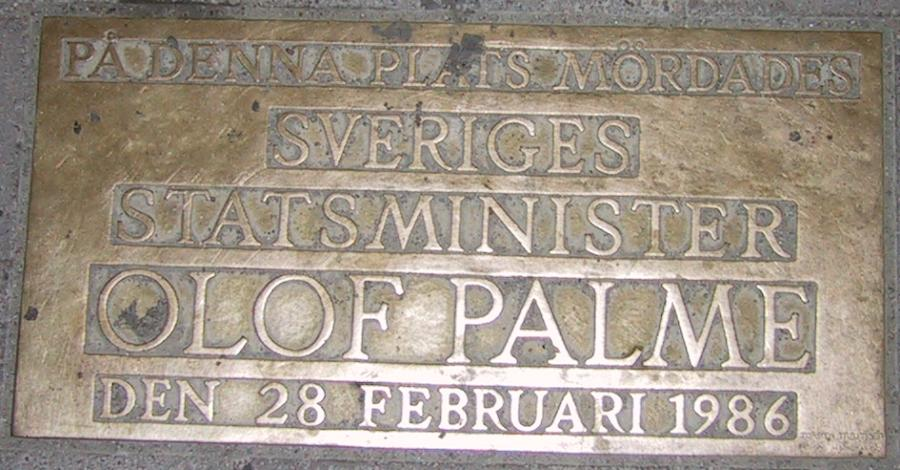
帕爾梅遇刺之地

帕爾梅遇刺案（Assassination of Olof Palme）發生於1986年2月28日晚上11時21分，瑞典首相奧洛夫·帕爾梅看完電影後，在瑞典首都斯德哥爾摩市中心被一個殺手暗殺，妻子也被槍傷，兇手逃去無蹤。兩年後，克里斯特·佩特松（Christer Pettersson）被判有罪，但後來上訴得直。帕爾梅遇刺案曾一度是瑞典史上調查時期最長的案件。2020年6月10日，確定殺手是一名叫恩斯隆的男子，職業是平面設計師，他在案發現場附近的斯堪地亞大樓工作，也被瑞典當地媒體稱為「斯堪地亞男」（Skandia Man），已經在2000年自殺身亡，生前就已被懷疑是殺害總理的兇手。因犯人已死亡，檢方因此宣佈結案。

## 案發當晚
雖然奧洛夫·帕爾梅是一國首相，但他喜歡過平常人的生活，經常在沒有保镖保護下出外，包括他遇刺那一夜。1986年2月28日，他和妻子莉斯貝特·帕爾梅（Lisbet Palme）在格蘭德電影院（Grand）看完電影後，沿斯韋阿路（Sveavägen）步行回家。二人在路上被獨行殺手槍擊，首相被從背後近距離槍殺，首相夫人也被槍傷。
根據警方資料，一個計程車司機使用無線電舉報案件。坐在案發現場附近車輛的兩個女孩曾嘗試拯救首相。首相被送往薩巴茨貝里醫院（Sabbatsbergs sjukhus）時，於3月1日凌晨0時6分宣告不治。
兇手沿圖奈爾街（Tunnelgatan）逃逸。
副首相英瓦爾·卡爾松立即履行首相職務，並繼任社會民主工人黨的新黨魁。

## 外部連結
- 首相遇刺調查報告 （页面存档备份，存于）
- Kriminalkanalen.se - Hela Palmerättegången
- LIBRIS系統內有關Palmemordet 的藏書 （页面存档备份，存于）